# Pete York
Pete York (Middlesbrough, 15 augustus 1942) is een Brits rock-, jazz- en bluesdrummer.

## Carrière
Na zijn schooltijd ging York naar Birmingham om in een jazzband te gaan spelen. Hij sloot zich aan bij The Spencer Davis Group, die in 1964 hun eerste plaat opnamen. De grootste hits van de band waren Keep On Running (1965) en Gimme Some Lovin' (1966). In 1969 verliet York de band en trad hij met Eddie Hardin op als het duo Hardin & York. Het succes was aanzienlijk. Het duo trad op met bands als Deep Purple. 1972 was het startjaar voor Pete Yorks Percussion Band met drie drummers, een gitarist en een blazersgroep. Gastdrummers waren onder andere Ian Paice, Keef Hartley, Roy Dyke en Keith Moon. Vanaf 1973 speelde York bij Klaus Doldingers Passport, waar ook Alexis Korner, Brian Auger en Johnny Griffin te gast waren. In 1974 trad York op bij Jon Lord's Rock Meets Classic. In dat jaar kwam er ook een revival van The Spencer Davis Group. Voor de tot heden altijd weer uitgezonden tv-reeks Superdrumming toonde hij verschillende drumstijlen en prominente drummers met hun bijzonderheden.
In 1975 nam York op Bali met Eberhard Schoener het album Bali Agung op. Hij ging met Klaus Doldinger op tournee en nam met Jon Lord het album Sarabande op. In 1976 nam hij met Chris Barber en zijn band het album Echoes of Ellington op en ging hij met hun op tournee door Afrika en Australië.
Yorks volgende band Pete York's New York bestond tot 1983. Naast zijn eigen band en de tournees met Chris Barber had York steeds weer gastoptredens met bekende muzikanten als Dr. John en Charlie Watts. York nam ook deel aan het Rock and Blues Circus met Chris Farlowe, Jon Lord en Colin Hodgkinson. 
In 1984 verhuisde York met zijn familie naar het Duitse Berg aan de Starnberger See. Tijdens deze periode startte het project Pete York Presents …, waaraan Spencer Davis, Chris Farlowe, Brian Auger, Colin Hodgkinson en vele anderen deelnamen. Yorks dochter doopte de band Daddy & the Steamers. In 1986 ontstond de animatiefilm Dracula Junior, waarvoor York het verhaal had geschreven en die door de band werden voorzien van hun stemmen. Tijdens deze periode vielen ook enkele jazzconcerten met Albie Donnely, de frontman van Supercharge.
In 1987 bespeelde hij de drums in de band van Konstantin Wecker en werkte hij mee aan de lp Wieder Dahoam, met aansluitend een tournee. In hetzelfde jaar werd de tv-serie Villa Fantastica opgenomen, die werd geschreven door York. De livemuziek kwam van het kwintet Roy Williams, Dick Morrisey, Brian Auger, Harvey Weston en Pete York. Hij schreef ook voor de tv-show Vorhang auf, Film ab!, waarin hij ook musiceerde en optrad in verschillende sketches en rollen. Super Drumming met Ian Paice, Louie Bellson, Cozy Powell, Gerry Brown en Simon Phillips werd geproduceerd. Van 1989 tot 1990 kwamen er vervolgen van Super Drumming met Billy Cobham, Jon Hiseman en verdere bekende muzikanten. Ook Villa Fantastica werd vervolgd. Vanaf 1990 toerde York regelmatig in januari met zijn jazzband Hollywood Swing. Daarnaast waren er verdere toeren met Daddy & the Steamers.
In 1992 vierde York zijn vijftigste verjaardag met een openluchtconcert voor 80.000 bezoekers in Zwitserland. Verdere revival-festivals waren er onder andere in Schotland en Nederland. York speelde drie maanden in een club in Berlijn. Vanaf 1994 speelde hij bij Jon Lord & the Gemini Band. Vanaf 1995 was er de Pete York Big Band, die swing-klassiekers ten gehore bracht. York trad tijdens het Birmingham International Jazz Festival voor de eerste keer op met Drummin' Man, een eerbetoon aan Gene Krupa. Uit de big band ontstond de Blue Jive Five. York was met zijn bandprojecten steeds onderweg. In 1998 speelde hij ter gelegenheid van de honderdste verjaardag van George Gershwin, een jaar later was het de honderdste van Duke Ellington. In 2000 volgde het eeuwfeest voor Louis Armstrong.
In 2000 vond een revival plaats van Hardin & York. Met Jon Lord speelde York tijdens een internationaal symposium van nobelprijs-winnaars in Zermatt. In 2003 gaf The Spencer Davis Group concerten met The Troggs en The Yardbirds.
In 2002 vierde York zijn zestigste verjaardag en zijn zilveren huwelijk. In september speelde hij met collega's swing en r&b voor een uitverkochte zaal in Starnberg. Af en toe treedt York op met Helge Schneider. Het trio York (Schneider en Jimmy Woode) speelde in Schneiders film Jazzclub – Der frühe Vogel fängt den Wurm een hoofdrol. In 2005 richtte hij samen met Herman Rarebell (ex-Scorpions) en de jazzdrummer Charly Antolini de formatie Drum Legends op. In hetzelfde jaar brachten ze de cd Live 2005 en de dvd Live in Gran Canaria uit. Van 2006 tot 2011 toerde York opnieuw met Helge Schneider door Duitsland, Oostenrijk en Zwitserland en trad hij ook op met de Radio Kings van Martin Breinschmid en als begeleidings-muzikant van Martin Schmitt. Daarnaast vindt York steeds weer tijd om zijn eigen jazz- en bluesprojecten met wisselende bezettingen te realiseren. In 2017 brachten Helge Schneider en York het album Heart Attack No. 1 uit.

## Privéleven
In juni 1977 trouwde Pete York met zijn vriendin Mecky Meeder, die hij in 1974 tijdens een feest na een concertoptreden in München had ontmoet. Hun dochter Stephanie werd geboren in mei 1979.
- Bibsys: 7061460
- Biblioteca Nacional de España: XX1800409
- Bibliothèque nationale de France: cb13815959h (data)
- Gemeinsame Normdatei: 134562526
- International Standard Name Identifier: 0000 0001 2025 2895
- Library of Congress Control Number: n95067665
- MusicBrainz: 7d037c90-1be4-484d-a129-80da9db479fc
- Nationale Bibliotheek van Tsjechië: xx0135778
- Virtual International Authority File: 48476658
- WorldCat: E39PBJd3QYmgfYbRJjhC6YT8md